# Sępopolski Dwór
Sępopolski Dwór (deutsch Schippenbeilshof, 1938 bis 1945 Rohden) ist ein Ort in der polnischen Woiwodschaft Ermland-Masuren. Er gehört zur Gmina Sępopol (Stadt- und Landgemeinde Schippenbeil) im Powiat Bartoszycki (Kreis Bartenstein).

## Geographische Lage
Sępopolski Dwór liegt in der nördlichen Mitte der Woiwodschaft Ermland-Masuren, 13 Kilometer nordöstlich der Kreisstadt Bartoszyce (deutsch Bartenstein).

## Geschichte
Gründungsjahr des kleinen Ortes Schippenbeilshof ist 1825. Am 5. März 1875 wurde der Gutsbezirk Schippenbeilshof aus dem gleichnamigen Vorwerk der Stadtgemeinde Schippenbeil (polnisch Sępopol) im ostpreußischen Kreis Friedland (ab 1927: Kreis Bartenstein (Ostpr.)) gebildet, der ab etwa 1883 dem Amtsbezirk Langendorf (polnisch Długa) zugeordnet war. 60 Einwohner wurden im Jahre 1910 in Schippenbeilshof gezählt.
Am 30. September 1928 musste Schippenbeilshof seine Eigenständigkeit aufgeben und wurde nach Langendorf (polnisch Długa) eingemeindet. Im Jahre 1938 wurde der Ortsname von Schippenbeilshof in „Rohden“ verändert.
In Kriegsfolge wurde 1945 das gesamte südliche Ostpreußen an Polen überstellt. Rohden erhielt die polnische Namensform „Sępopolski Dwór“ und ist heute in die Stadt- und Landgemeinde Sępopol (Schippenbeil) im Powiat Bartoszycki (Kreis Bartenstein) eingegliedert, von 1975 bis 1998 der Woiwodschaft Olsztyn, seither der Woiwodschaft Ermland-Masuren zugehörig.

## Kirche
Bis 1945 war Schippenbeilshof resp. Rohden in die evangelische Kirche Schippenbeil  (polnisch Sępopol) in der Kirchenprovinz Ostpreußen der Kirche der Altpreußischen Union, außerdem in die römisch-katholische Kirche St. Bruno Bartenstein im damaligen Bistum Ermland eingepfarrt.
Heute gehört Sępopolski Dwór katholischerseits zur Michaeliskirche Sępopol im jetzigen Erzbistum Ermland sowie zur evangelischerseits zur Kirche Bartoszyce, einer Filialkirche der Pfarrei Kętrzyn (Rastenburg) in der Diözese Masuren der Evangelisch-Augsburgischen Kirche in Polen.

## Verkehr
Sępopolski Dwór ist von Boryty (Boritten) aus über eine Verbindungsstraße zu erreichen. Eine Bahnanbindung besteht nicht.